# Lehmonsaari (ö, lat 62,51, long 30,81)
Lehmonsaari är en ö i Finland. Den ligger i sjön Eimisjärvi och Lauttalammit och i kommunen Joensuu i den ekonomiska regionen  Joensuu ekonomiska region  och landskapet Norra Karelen, i den sydöstra delen av landet, 400 km nordost om huvudstaden Helsingfors. Öns area är 2,7 hektar och dess största längd är 230 meter i sydöst-nordvästlig riktning.